# Schützenverein Dauelsen
Der Schützenverein Dauelsen ist ein Schützenverein aus dem Verdener Stadtteil Dauelsen. Der Verein ist vor allem im Bogenschießen erfolgreich und war von der Saison 2003/04 bis 2011/12 sowie wieder seit der Saison 2014/15 Teilnehmer der 1. Bundesliga Bogenschießen.

## Geschichte
Der Verein wurde 1897 gegründet. Seit der Saison 1998/99 gelang ein fast ununterbrochener Durchmarsch von der Landesliga bis zur Bundesliga. Schon in der zweiten Saison 2004/05 gelang im Bundesligafinale in Waiblingen der 3. Platz. In der nächsten Saison war dann beim Finale zuhause in Verden sogar der 2. Platz drin. In den weiteren Jahren wurde man zwar 2009/10 Sieger der Nord Staffel, konnte jedoch auch in drei Teilnahmen beim Finale nicht wieder in die Medaillenränge kommen.
Dies mündete dann im 7. Platz am Ende der Saison 2011/12 und dem damit verbundenen Abstieg in die 2. Bundesliga. Diese konnte man danach aber auch zwei Jahre später, in der Saison 2013/14 mit dem ersten Platz verlassen. In der ersten Saison zurück in der 1. Bundesliga Nord sollte auch gleich der zweite Platz in der Staffel sowie auch diesmal der Gewinn des Bundesligafinales in Dahlewitz geschafft werden. Somit gewann der Verein das erste Mal in seiner Vereinsgeschichte, mit vier Siegen und nur einer Niederlage, das deutsche Bundesligafinale. Von da an konnte in fast jeder Saison auch das Finale erreicht werden. in der Saison 2016/17 wurde der Verein sogar noch ein weiteres Mal deutscher Meister.